# Беушниця (національний парк)
Національний парк Беушниця або (Національний парк Кеїле Нерей — Беушниця, рум. Parcul Naţional Cheile Nerei-Beușniţa) — природний національний парк II категорії МСОП, що розташований на південному-заході Румунії, в повіті Караш-Северін

## Географія
Національний парк «Кеїле Нерей — Беушниця» розташований на південному-заході Румунії, південніше Гір Аніней.

### Клімат
Територія, де розташований Національний парк, характеризується помірно-континентальним кліматом з помірними зимами, теплим літом, з багатою кількістю опадів. Середньорічна температура становить 10° за Цельсієм, причому найнижча у січні — 2° за Цельсієм і найвища в липні 20°. Середньорічна кількість опадів 900 мм.

## Галерея

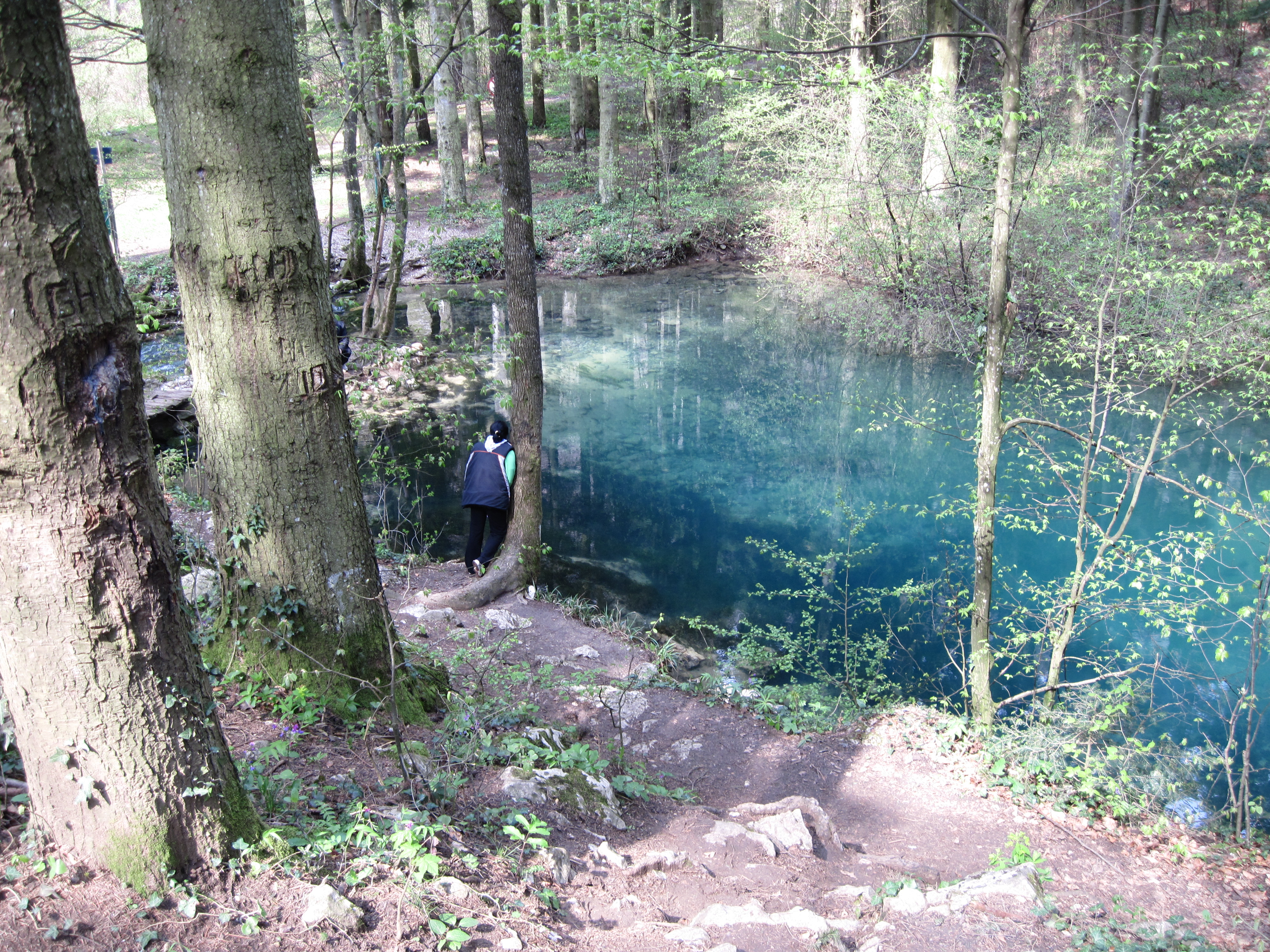
Озеро “Око бея” (Ochiul Beiului)
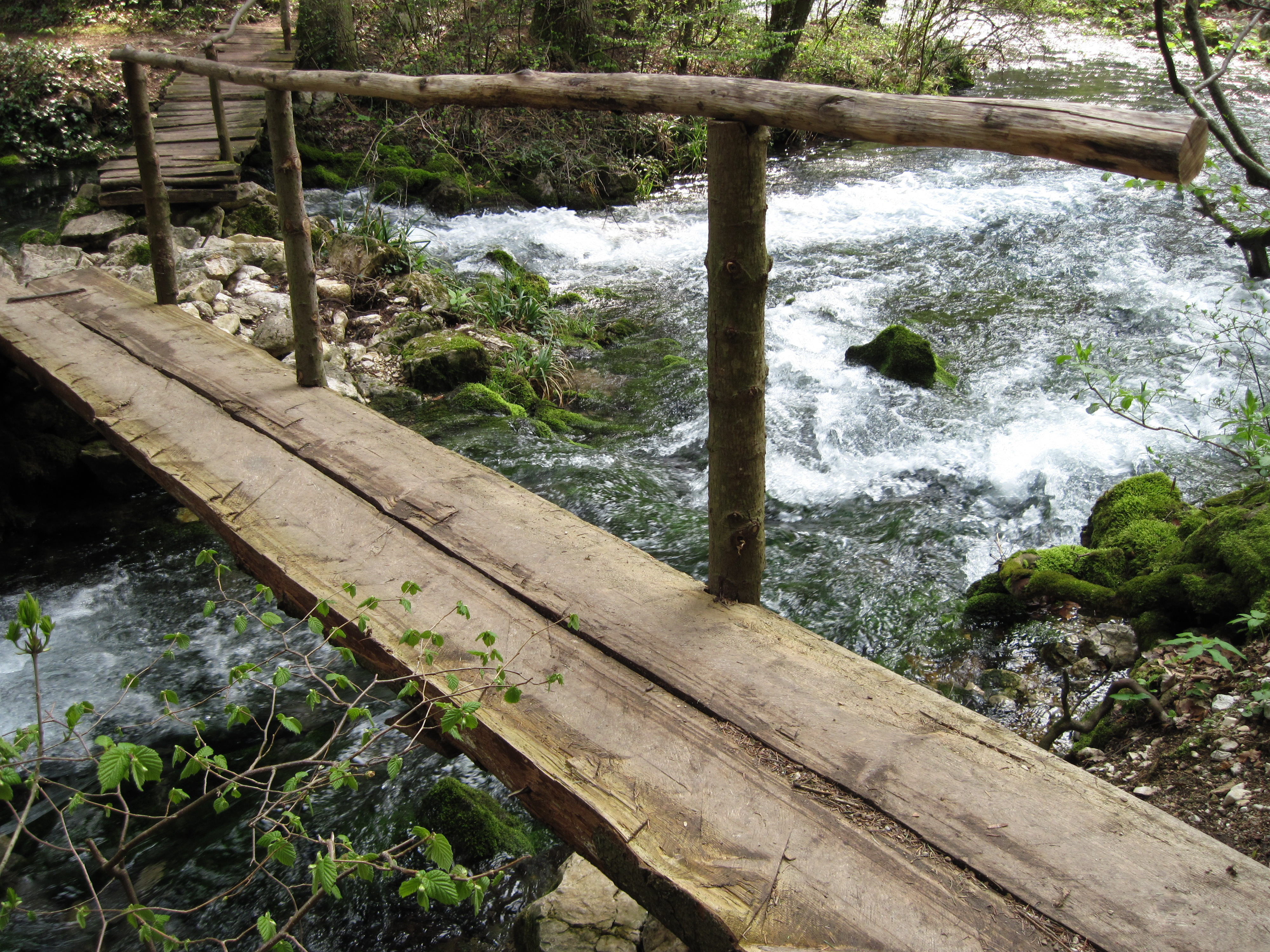
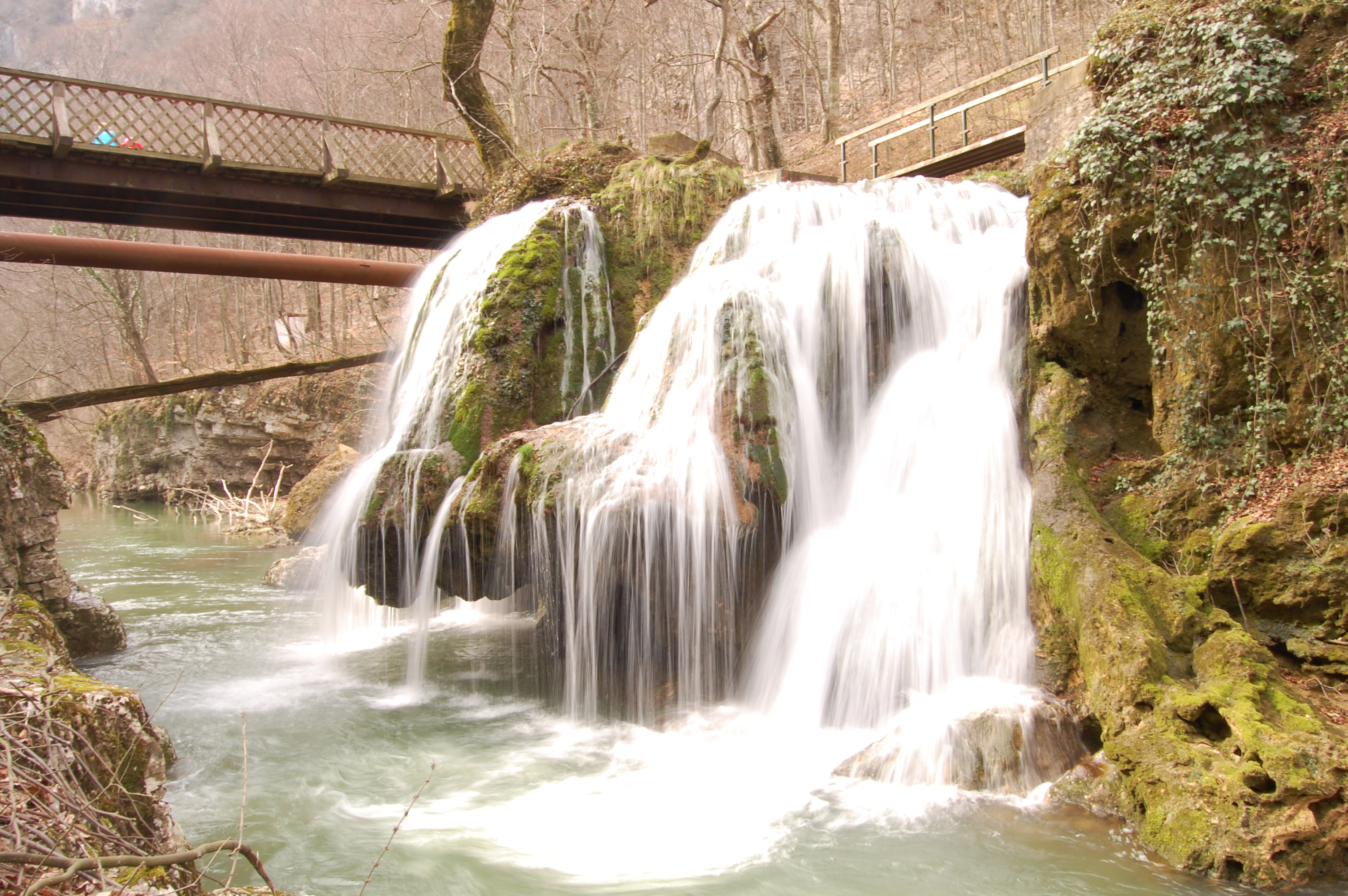
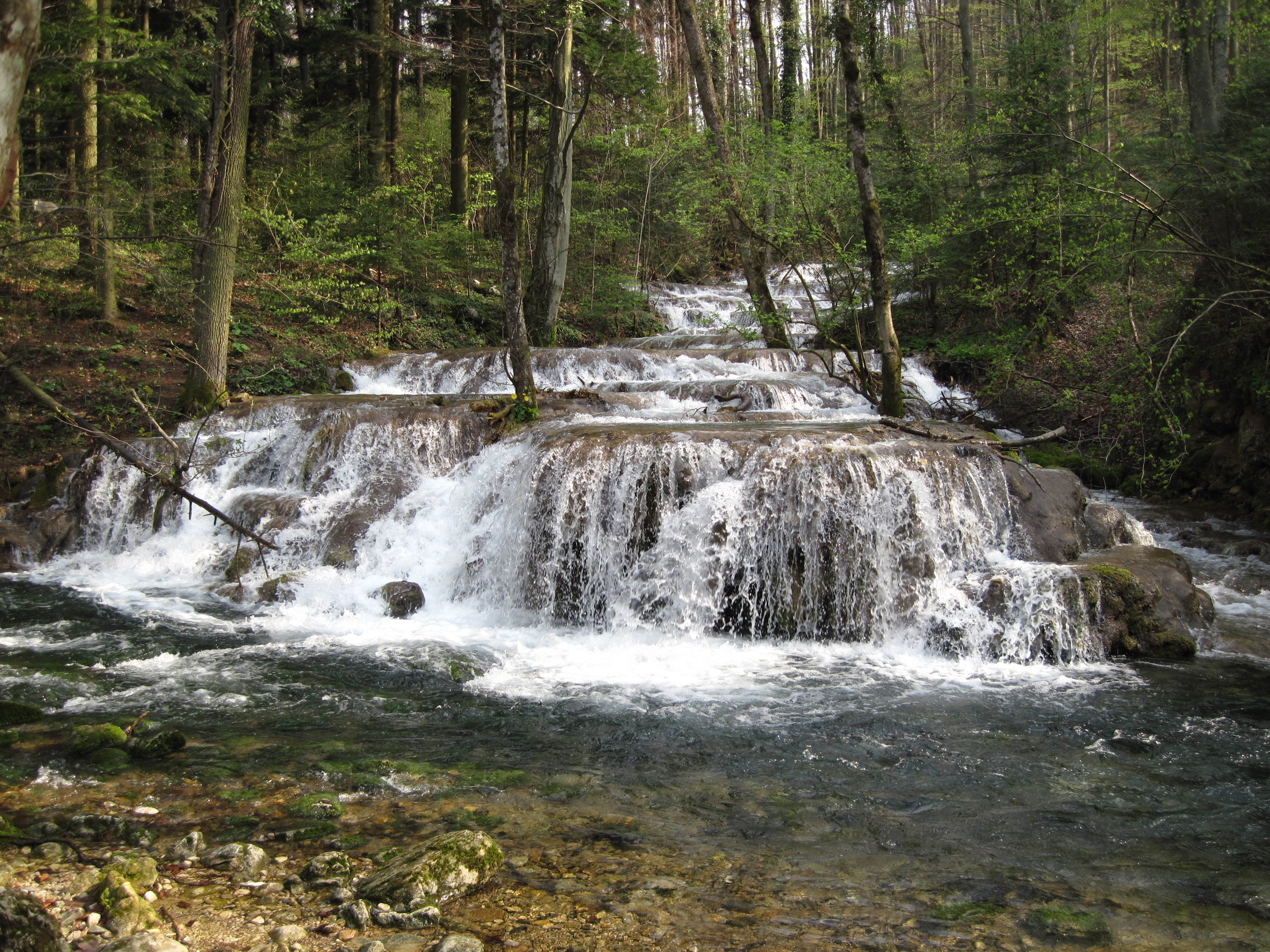
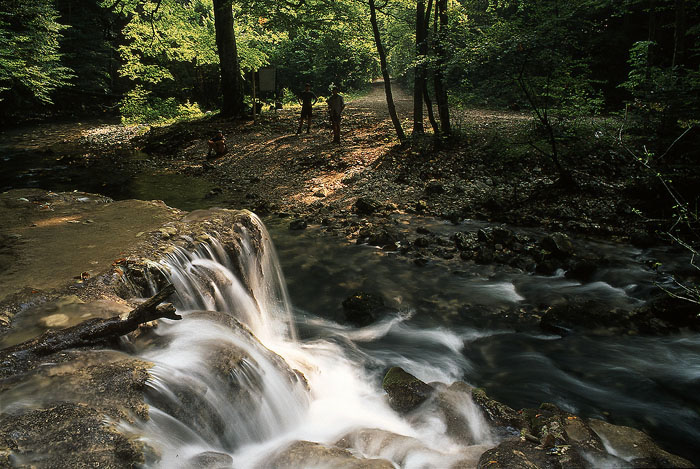
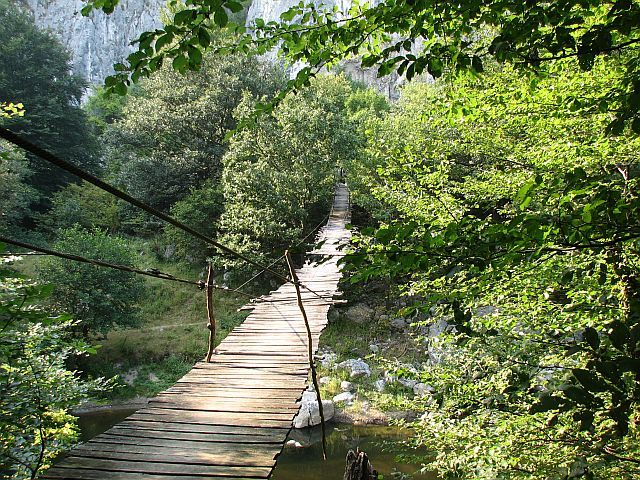